# Europa del Sud-est
Europa del Sud-est o el sud-est d'Europa, és una subregió geogràfica del continent europeu, formada principalment per la regió dels Balcans i altres regions i arxipèlags dins la mateixa àrea. Hi ha definicions de la regió, sovint sobreposades o contradictòries, per les diverses consideracions polítiques, econòmiques, històriques, culturals i geogràfiques existents.
Els estats i territoris sobirans que s'hi inclouen són Albània, Bòsnia i Hercegovina, Bulgària, Croàcia (que alternativament sol situar-se també a l'Europa central), Grècia ( que sovint se situa en una regió més àmplia del sud d'Europa), Kosovo, Montenegro, Macedònia del Nord i Romania (ubicada sovint a l'Europa de l'Est), Sèrbia i la part europea de Turquia (també situades alternativament en la regió més àmplia del sud d'Europa, fins i tot també a l'Àsia occidental com  a península d'Anatòlia). De vegades, Xipre (situada gairebé sempre a l'Àsia occidental), Hongria (situada sovint a Europa central), Moldàvia (situada més sovint a l'Europa de l'Est) i Eslovènia (situada gairebé sempre a l'Europa central).
Les ciutats més grans de la regió són Istanbul, Atenes, Bucarest, Sofia i Belgrad.

## El nom
El primer ús que es coneix del terme "sud-est d'Europa" va ser proposat per l'investigador austríac Johann Georg von Hahn (1811–1869) com un terme més ampli que els tradicionals Balcans Aquest concepte era basat en els límits de la península balcànica. Els països que contemplava l'any 2004 l'Istituto Geografico De Agostini com a països íntegrament dins de la regió dels Balcans són: Albània, Bòsnia i Hercegovina, Bulgària, Montenegro i Macedònia del Nord. Però a partir de la dècada de 1990, en part per les connotacions històriques i polítiques negatives que requeien sobre del terme "Balcans", després dels conflictes militars dels anys noranta del s.XX a Iugoslàvia a la meitat part occidental de la regió, el terme sud-est d'Europa és va fer cada cop més popular.

## Els límits
Les fronteres de tipus cultural d'Europa, d'acord amb el Comitè Permanent de Noms Geogràfics (Alemanya), mostra dues maneres diferents i alhora sobreposades en un mateix mapa. Es proposen dos conjunts de límits. El primer segueix les fronteres internacionals dels països actuals. El segon subdivideix i inclou alguns països en funció de criteris culturals. Els països següents estan inclosos a la classificació "Sud-est d'Europa" elaborada per aquesta associació:
- Albània
- Bòsnia i Hercegovina
- Bulgària
- Xipre
- Grècia
- Montenegro
- Moldàvia
- Macedònia del Nord
- Romania
- Sèrbia

En aquesta classificació, Croàcia, Hongria i Eslovènia s'inclouen a l'Europa central, mentre que Turquia (Tràcia Oriental) es classifica fora del continent.